# Pollestres
Pollestres é uma comuna francesa na região administrativa da Occitânia, no departamento dos Pirenéus Orientais. Estende-se por uma área de 8.30 km², com 4.967 habitantes, segundo o censo de 2018, com uma densidade de 600 hab/km².